# James Marcelin
James Marcelin (San Marcos, Haití; 13 de junio de 1986) es un futbolista haitiano. Juega de centrocampista o defensa.
Hizo su debut profesional en el club Roulado FC del fútbol haitiano.
Entre 2008 y 2009 jugó en Puerto Rico Islanders.

## Selección
Ha sido internacional con la selección de Haití en 34 ocasiones anotando 5 goles. Marcó el único gol de su selección en la Copa América Centenario, ante Brasil.

## Clubes
| Club                     | País              | Año         |
| ------------------------ | ----------------- | ----------- |
| Roulado FC               | Haití             | 2007 - 2008 |
| Racing Club              | Haití             | 2008        |
| Puerto Rico Islanders    | Puerto Rico       | 2009 - 2010 |
| Portland Timbers         | Estados Unidos    | 2010 - 2012 |
| FC Dallas                | Estados Unidos    | 2012 - 2013 |
| Antigua Barracuda FC     | Antigua y Barbuda | 2013 - 2014 |
| Fort Lauderdale Strikers | Estados Unidos    | 2014 - 2015 |
| Sporting Kansas City     | Estados Unidos    | 2015        |
| Fort Lauderdale Strikers | Estados Unidos    | 2015        |
| North Carolina FC        | Estados Unidos    | 2016 - 2017 |
| Miami F.C.               | Estados Unidos    | 2018        |
| FC Edmonton              | Canadá            | 2019        |